# Yuncheng
Yuncheng és la ciutat a nivell de prefectura més meridional de la província de Shanxi, a la República Popular de la Xina. Limita amb els municipis de Linfen i Jincheng al nord i a l'est, i les províncies d'Henan (Luoyang i Jiyuan a l'est, Sanmenxia al sud) i Shaanxi (Weinan) a l'est, sud i oest, respectivament. Segons el cens del 2020, la seva població era de 4.774.508 habitants (5.134.779 el 2010), dels quals 928.334 (680.036 el 2010) vivien a la zona urbanitzada (o metropolitana) del districte de Yanhu. El comtat de Pinglu, amb 205.080 habitants al sud, ara forma part de l'àrea urbanitzada de Sanmenxia.

## Història
A l'antiga Xina, era la ubicació de l'estat de Kunwu (昆吾). Yuncheng va ser el lloc de la Campanya Yuncheng (三打运城), batalla entre l'exèrcit del Kuomintang i l'Exèrcit Popular d'Alliberament durant la Guerra Civil Xinesa.
En aquesta regió també va néixer el famós general Guan Yu a finals de la dinastia Han.

## Administració
Hi ha 13 divisions administratives a nivell de comtat sota la jurisdicció de Yuncheng, incloent 1 districte, 10 comtats i 2 ciutats a nivell de comtat. L'executiu municipal, el legislatiu i el poder judicial es troben al districte de Yanhu (盐湖区).

## Clima
Yuncheng té un clima semiàrid continental, influenciat pel monsó (Köppen BSk), amb quatre estacions diferents. A causa de la seva ubicació al sud i posició al nord de les muntanyes de Zhongtiao, que permet baixar quan els vents són del sud, es troba entre els llocs més càlids de la província. Els hiverns són freds i molt secs, mentre que els estius són calorosos i humits. Les temperatures mitjanes mensuals oscil·len entre -0,6 °C al gener i 27,5 °C al juliol, i la mitjana anual és de 14,23 °C. Més del 60% de les pluges anuals es produeixen de juny a setembre. Amb un percentatge mensual de sol possible que oscil·la entre el 45% al març i el 54% al maig i juliol, la ciutat rep 2.219 hores de sol anualment, un nivell baix per als estàndards de Shanxi i el nord de la Xina.